# UCI WorldTour 2014
Die UCI WorldTour 2014 umfasste 29 Radrennen, darunter die dreiwöchigen Rundfahrten Tour de France, Giro d’Italia und Vuelta a España (Grand Tours), sowie wichtige Radsportklassiker, darunter die fünf Monumente des Radsports Mailand–Sanremo, Flandern-Rundfahrt, Paris–Roubaix, Lüttich–Bastogne–Lüttich und Giro di Lombardia. Die Wettbewerbe finden von Januar bis Oktober 2013 statt. Bei jedem Rennen wurden für die Endplatzierung (Eintagesrennen) oder die Etappen- und Gesamtplatzierungen (Etappenrennen) Punkte vergeben, die zu Weltranglisten für Fahrer, Teams und Nationen verrechnet wurden.
Teilnehmer waren die besonders lizenzierten ProTeams. Außerdem können Professional Continental Teams von dem jeweiligen Veranstalter eines Rennens eingeladen werden. Bei bestimmten Wettbewerben wie der Tour Down Under in Australien oder der Polen-Rundfahrt ist außerdem ein Nationalteam des Gastgeberlandes zur Teilnahme berechtigt.
Die Einzelwertung gewann der Spanier Alejandro Valverde mit einem Vorsprung von 66 Punkten auf seinem Landsmann Alberto Contador. Movistar wiederholte in der Teamwertung seinen Sieg aus dem Vorjahr. Die Nationenwertung gewann zum dritten Mal in Folge Spanien.

## Teams

### UCI ProTeams
Für die UCI WorldTour 2014 wurden die folgenden ProTeams von der UCI registriert.
| Code | Name                    | Betreiber                        | Nationalität           | Radhersteller   | Lizenz bis … |
| ---- | ----------------------- | -------------------------------- | ---------------------- | --------------- | ------------ |
| ALM  | AG2R La Mondiale        | EUSRL France Cyclisme            | Frankreich             | Focus           | 2016         |
| AST  | Astana Pro Team         | Olympus Sarl                     | Kasachstan             | Specialized     | 2016         |
| BEL  | Belkin-Pro Cycling Team | Blanco                           | Niederlande            | Bianchi         | 2014         |
| BMC  | BMC Racing Team         | Continuum Sports LLC             | Vereinigte Staaten     | BMC             | 2014         |
| CAN  | Cannondale              | Brixia Sports Spa                | Italien                | Cannondale      | 2014         |
| FDJ  | FDJ.fr                  | Société de Gestion de L'Echappée | Frankreich             | Lapierre        | 2014         |
| GRS  | Garmin Sharp            | Slipstream Sports, LLC           | Vereinigte Staaten     | Cervélo         | 2014         |
| KAT  | Team Katusha            | Katusha Management SA            | Russland               | Canyon Bicycles | 2015         |
| LAM  | Lampre-Merida           | Cgs Cycling Team                 | Italien                | Merida          | 2015         |
| LTB  | Lotto Belisol           | Belgian Cycling Project          | Belgien                | Ridley          | 2015         |
| MOV  | Movistar Team           | Abarca Sports S.L.               | Spanien                | Canyon Bicycles | 2016         |
| OPQ  | Omega Pharma-Quick Step | Decolef lux sarl                 | Belgien                | Specialized     | 2014         |
| OGE  | Orica GreenEdge         | GreenEdge Cycling                | Australien             | Scott Sports    | 2016         |
| SKY  | Team Sky                | Tour Racing Limited              | Vereinigtes Königreich | Pinarello       | 2016         |
| EUC  | Team Europcar           | SA Vendée Cyclisme               | Frankreich             | Colnago         | 2015         |
| GIA  | Team Giant-Shimano      | SMS Cycling B.V.                 | Niederlande            | Giant           | 2016         |
| TCS  | Tinkoff-Saxo            | Tinkoff Sport A/S                | Russland               | Specialized     | 2014         |
| TFR  | Trek Factory Racing     | Trek Bicycle Corporation         | Vereinigte Staaten     | Trek            | 2014         |

### UCI Professional Continental Teams
Die UCI registrierte folgende 17 Professional Continental Teams für die Saison 2014.
| Code | Name                                       | Betreiber                           | Nationalität       | Radhersteller            |
| ---- | ------------------------------------------ | ----------------------------------- | ------------------ | ------------------------ |
| AND  | Androni Giocattoli-Venezuela               | Teamgalli srl                       | Italien            | Bianchi                  |
| BAR  | Bardiani CSF                               | Aster Sport Limited                 | Italien            | Colnago                  |
| BSE  | Bretagne-Séché Environnement               |                                     | Frankreich         | Kemo                     |
| CJR  | Caja Rural-Seguros RGA                     | Club Deportivo Preventia            | Spanien            | Vivelo                   |
| CCC  | CCC Polsat Polkowice                       | Miejski Klub Sportowy Polkowice     | Polen              | Merida                   |
| COF  | Cofidis, Solutions Crédits                 | Cofidis Compétition EUSRL           | Frankreich         | LOOK                     |
| COL  | Colombia                                   | Instituto Colombiano del Deportes   | Kolumbien          | Wilier                   |
| DPC  | Drapac Professional Cycling                | Drapac Professional Cycling Pty Ltd | Australien         | SwiftCarbon              |
| IAM  | IAM Cycling                                |                                     | Schweiz            | Scott Sports             |
| MTN  | MTN Qhubeka                                | Ryder Cycling                       | Südafrika          | Trek Bicycle Corporation |
| RVL  | RusVelo                                    | PROvelo AG                          | Russland           | Cervélo                  |
| TNE  | Team NetApp-Endura                         | Ralph Denk pro cycling GmbH         | Deutschland        | Fuji Bikes               |
| TNN  | Team Novo Nordisk                          |                                     | Vereinigte Staaten | Colnago                  |
| TSV  | Topsport Vlaanderen-Baloise                | Wielerclub Eddy Merckxvrienden vzw  | Belgien            | Eddy Merckx Cycles       |
| UHC  | UnitedHealthcare Professional Cycling Team | Momentum Sports Group, LLC          | Vereinigte Staaten | Neil Pryde               |
| WGG  | Wanty-Groupe Gobert                        | Belgian Pro Cycling Team NV         | Belgien            | Zannata                  |
| NRI  | Neri Sottoli                               | Yellow Fluo Pro Cycling Team Srl    | Italien            | MCipollini               |

## Rennen
| #  | Datum                    | Rennen                                | Sieger                   | Ergebnis | Führender Fahrer         | Führendes Team          | Führende Nation |
| -- | ------------------------ | ------------------------------------- | ------------------------ | -------- | ------------------------ | ----------------------- | --------------- |
| 1  | 21.–26. Januar           | Tour Down Under                       | Simon Gerrans (OGE)      | Details  | Simon Gerrans (OGE)      | Orica GreenEdge         | Australien      |
| 2  | 9.–16. März              | Paris–Nizza                           | Carlos Betancur (ALM)    | Details  | Carlos Betancur (ALM)    | Lampre-Merida           | Australien      |
| 3  | 12.–18. März             | Tirreno–Adriatico                     | Alberto Contador (TCS)   | Details  | Carlos Betancur (ALM)    | AG2R La Mondiale        | Australien      |
| 4  | 23. März                 | Mailand–Sanremo                       | Alexander Kristoff (KAT) | Details  | Carlos Betancur (ALM)    | Movistar Team           | Australien      |
| 6  | 28. März                 | E3 Harelbeke                          | Peter Sagan (CAN)        | Details  | Carlos Betancur (ALM)    | Movistar Team           | Australien      |
| 7  | 30. März                 | Gent–Wevelgem                         | John Degenkolb (GIA)     | Details  | Alberto Contador (TCS)   | AG2R La Mondiale        | Spanien         |
| 5  | 24.–30. März             | Katalonien-Rundfahrt                  | Joaquim Rodríguez (KAT)  | Details  | Alberto Contador (TCS)   | AG2R La Mondiale        | Spanien         |
| 8  | 6. April                 | Flandern-Rundfahrt                    | Fabian Cancellara (TFR)  | Details  | Alberto Contador (TCS)   | Omega Pharma-Quick Step | Spanien         |
| 9  | 7.–12. April             | Baskenland-Rundfahrt                  | Alberto Contador (TCS)   | Details  | Alberto Contador (TCS)   | Omega Pharma-Quick Step | Spanien         |
| 10 | 13. April                | Paris–Roubaix                         | Niki Terpstra (OPQ)      | Details  | Alberto Contador (TCS)   | Omega Pharma-Quick Step | Spanien         |
| 11 | 20. April                | Amstel Gold Race                      | Philippe Gilbert (BMC)   | Details  | Alberto Contador (TCS)   | Omega Pharma-Quick Step | Spanien         |
| 12 | 23. April                | La Flèche Wallonne                    | Alejandro Valverde (MOV) | Details  | Alberto Contador (TCS)   | Omega Pharma-Quick Step | Spanien         |
| 13 | 27. April                | Lüttich–Bastogne–Lüttich              | Simon Gerrans (OGE)      | Details  | Alberto Contador (TCS)   | Omega Pharma-Quick Step | Spanien         |
| 14 | 29. April–5. Mai         | Tour de Romandie                      | Chris Froome (SKY)       | Details  | Alberto Contador (TCS)   | Omega Pharma-Quick Step | Spanien         |
| 15 | 9. Mai–1. Juni           | Giro d’Italia                         | Nairo Quintana (MOV)     | Details  | Nairo Quintana (MOV)     | Omega Pharma-Quick Step | Spanien         |
| 16 | 8.–15. Juni              | Critérium du Dauphiné                 | Andrew Talansky (GRS)    | Details  | Alberto Contador (TCS)   | Omega Pharma-Quick Step | Spanien         |
| 17 | 14.–22. Juni             | Tour de Suisse                        | Rui Costa (LAM)          | Details  | Alberto Contador (TCS)   | Omega Pharma-Quick Step | Spanien         |
| 18 | 5.–27. Juli              | Tour de France                        | Vincenzo Nibali (AST)    | Details  | Alberto Contador (TCS)   | Movistar Team           | Spanien         |
| 19 | 2. August                | Clásica San Sebastián                 | Alejandro Valverde (MOV) | Details  | Alejandro Valverde (MOV) | Movistar Team           | Spanien         |
| 20 | 3.–9. August             | Polen-Rundfahrt                       | Rafał Majka (TCS)        | Details  | Alejandro Valverde (MOV) | Movistar Team           | Spanien         |
| 21 | 11.–17. August           | Eneco Tour                            | Tim Wellens (LTB)        | Details  | Alejandro Valverde (MOV) | Movistar Team           | Spanien         |
| 23 | 24. August               | Vattenfall Cyclassics                 | Alexander Kristoff (KAT) | Details  | Alejandro Valverde (MOV) | Movistar Team           | Spanien         |
| 24 | 31. August               | Grand Prix Ouest France-Plouay        | Sylvain Chavanel (IAM)   | Details  | Alejandro Valverde (MOV) | Movistar Team           | Spanien         |
| 25 | 12. September            | Grand Prix Cycliste de Québec         | Simon Gerrans (OGE)      | Details  | Alejandro Valverde (MOV) | Movistar Team           | Spanien         |
| 26 | 14. September            | Grand Prix Cycliste de Montréal       | Simon Gerrans (OGE)      | Details  | Alejandro Valverde (MOV) | Movistar Team           | Spanien         |
| 22 | 23. August–14. September | Vuelta a España                       | Alberto Contador (TCS)   | Details  | Alberto Contador (TCS)   | Movistar Team           | Spanien         |
| 27 | 21. September            | UCI-Straßen-Weltmeisterschaften (MZF) | BMC Racing Team          | Details  | Alberto Contador (TCS)   | Movistar Team           | Spanien         |
| 28 | 5. Oktober               | Il Lombardia                          | Daniel Martin (GRS)      | Details  | Alejandro Valverde (MOV) | Movistar Team           | Spanien         |
| 29 | 10.–14. Oktober          | Tour of Beijing                       | Philippe Gilbert (BMC)   | Details  | Alejandro Valverde (MOV) | Movistar Team           | Spanien         |

## Wertungen

### Einzelwertung
(Endstand)
| Platz | Name                   | Team                    | Punkte |
| ----- | ---------------------- | ----------------------- | ------ |
| 001.  | Alejandro Valverde     | Movistar Team           | 686    |
| 001.  | Alberto Contador       | Tinkoff-Saxo            | 620    |
| 003.  | Simon Gerrans          | Orica GreenEdge         | 478    |
| 004.  | Rui Costa              | Lampre-Merida           | 461    |
| 005.  | Vincenzo Nibali        | Astana Pro Team         | 392    |
| 006.  | Nairo Quintana         | Movistar Team           | 346    |
| 007.  | Chris Froome           | Team Sky                | 326    |
| 008.  | Alexander Kristoff     | Team Katusha            | 321    |
| 009.  | Daniel Martin          | Garmin Sharp            | 316    |
| 010.  | Jean-Christophe Péraud | AG2R La Mondiale        | 300    |
| 011.  | Fabian Cancellara      | Trek Factory Racing     | 286    |
| 013.  | John Degenkolb         | Team Giant-Shimano      | 278    |
| 034.  | Tony Martin            | Omega Pharma-Quick Step | 146    |
| 037.  | Marcel Kittel          | Team Giant-Shimano      | 136    |
| 065.  | Michael Albasini       | Orica GreenEdge         | 80     |
| 088.  | André Greipel          | Lotto Belisol           | 46     |
| 090.  | Steve Morabito         | BMC Racing Team         | 42     |
| 096.  | Simon Geschke          | Team Giant-Shimano      | 34     |

### Teamwertung
(Endstand)
| Platz | Team                    | Punkte | Top 5 Fahrer                                                                      | WM  |
| ----- | ----------------------- | ------ | --------------------------------------------------------------------------------- | --- |
| 001.  | Movistar Team           | 1440   | Valverde (686), Quintana (346), Intxausti (119), Izagirre (105), Lobato (74)      | 110 |
| 002.  | BMC Racing Team         | 1212   | Gilbert (272), van Garderen (219), Van Avermaet (210), Evans (188), Sánchez (123) | 200 |
| 003.  | Tinkoff-Saxo            | 1186   | Contador (620), Majka (241), Kreuziger (135), Rogers (60), Bennati (10)           | 120 |
| 004.  | Omega Pharma-Quick Step | 1016   | Kwiatkowski (257), Terpstra (200), Urán (173), Martin (146), Vandenbergh (100)    | 140 |
| 005.  | Orica GreenEdge         | 953    | Gerrans (478), Chaves (80), Albasini (80), Impey (73), Matthews (72)              | 170 |
| 006.  | Team Katusha            | 938    | Kristoff (321), Rodríguez (286), Špilak (173), Moreno (84), Caruso (74)           |     |
| 007.  | AG2R La Mondiale        | 919    | Péraud (300), Bardet (247), Pozzovivo (197), Betancur (114), Riblon (61)          |     |
| 008.  | Team Giant-Shimano      | 905    | Degenkolb (278), Dumoulin (240), Kittel (136), Barguil (63), Mezgec (48)          | 90  |
| 009.  | Team Sky                | 890    | Froome (326), Thomas (168), Nieve (104), Swift (91), Porte (71)                   | 130 |
| 010.  | Astana Pro Team         | 823    | Nibali (392), Aru (248), Fuglsang (97), Hrywko (60), Gasparotto (26)              |     |
| 011.  | Garmin Sharp            | 807    | Martin (316), Talansky (135), Navardauskas (126), Slagter (84), Hesjedal (76)     | 70  |
| 012.  | Belkin-Pro Cycling Team | 795    | Mollema (246), Vanmarcke (216), Kelderman (162), Boom (109), Gesink (62)          |     |
| 013.  | Trek Factory Racing     | 759    | Cancellara (286), Nizzolo (108), Arredondo (101), Zubeldia (84), Kišerlovski (80) | 100 |
| 014.  | Lampre-Merida           | 706    | Costa (461), Ulissi (125), Niemiec (67), Modolo (36), Cimolai (17)                |     |
| 015.  | Lotto Belisol           | 590    | Wellens (204), Gallopin (140), Vanendert (104), Van Den Broeck (96), Greipel (46) |     |
| 016.  | FDJ.fr                  | 505    | Pinot (162), Vichot (128), Bouhanni (116), Démare (77), Geniez (22)               |     |
| 017.  | Cannondale              | 456    | Sagan (263), Caruso (47), Formolo (30), De Marchi (22), Basso (14)                | 80  |
| 018.  | Team Europcar           | 271    | Rolland (138), Gautier (84), Sicard (22), Voeckler (16), Coquard (11)             |     |

### Nationenwertung
(Endstand)
| Platz | Nation                 | Punkte | Top 5 Fahrer                                                                       |
| ----- | ---------------------- | ------ | ---------------------------------------------------------------------------------- |
| 001.  | Spanien                | 1834   | Valverde (686), Contador (620), Rodríguez (286), Sánchez (123), Intxausti (119)    |
| 002.  | Italien                | 1070   | Nibali (392), Aru (248), Pozzovivo (197), Ulissi (125), Nizzolo (108)              |
| 003.  | Belgien                | 1006   | Gilbert (272), Vanmarcke (216), Van Avermaet (210), Wellens (204), Vanendert (104) |
| 004.  | Frankreich             | 987    | Péraud (300), Bardet (247), Pinot (162), Gallopin (140), Rolland (138)             |
| 005.  | Niederlande            | 957    | Mollema (246), Dumoulin (240), Terpstra (200), Kelderman (162), Boom (109)         |
| 006.  | Australien             | 869    | Gerrans (478), Evans (188), Matthews (72), Porte (71), Rogers (60)                 |
| 007.  | Kolumbien              | 814    | Quintana (346), Urán (173), Betancur (114), Arredondo (101), Chaves (80)           |
| 008.  | Vereinigtes Königreich | 721    | Froome (326), Thomas (168), Cavendish (92), Swift (91), Yates (44)                 |
| 009.  | Deutschland            | 640    | Degenkolb (278), Martin (146), Kittel (136), Greipel (46), Geschke (34)            |
| 010.  | Polen                  | 565    | Kwiatkowski (257), Majka (241), Niemiec (67)                                       |
| 013.  | Schweiz                | 423    | Cancellara (286), Albasini (80), Morabito (42), Zaugg (9), Dillier (6)             |
| 033.  | Österreich             | 1      | Haller (1)                                                                         |

### Punkteverteilung
In der UCI WorldTour werden für das UCI World Ranking Punkte wie folgt vergeben:
- Kategorie 1: Tour de France
- Kategorie 2: Giro d’Italia, Vuelta a España
- Kategorie 3: Monumente des Radsports, restliche elf Etappenrennen
- Kategorie 4: Restliche neun Eintagesrennen

Die Teamwertung und die Nationenwertung werden ermittelt, indem die Punkte der 5 besten Fahrer jedes Teams bzw. jeder Nation addiert werden. Zusätzliche Punkte erhalten Teams, die sich im Mannschaftszeitfahren der UCI-Straßen-Weltmeisterschaften 2014 unter den ersten zehn platzieren.
| Platzierung | 1.  | 2.  | 3.  | 4.  | 5.  | 6. | 7. | 8. | 9. | 10. | 11. | 12. | 13. | 14. | 15. | 16. | 17. | 18. | 19. | 20. |
| Kat. 1      | 200 | 150 | 120 | 110 | 100 | 90 | 80 | 70 | 60 | 50  | 40  | 30  | 24  | 20  | 16  | 12  | 10  | 8   | 6   | 4   |
| Kat. 2      | 170 | 130 | 100 | 90  | 80  | 70 | 60 | 52 | 44 | 38  | 32  | 26  | 22  | 18  | 14  | 10  | 8   | 6   | 4   | 2   |
| Kat. 3      | 100 | 80  | 70  | 60  | 50  | 40 | 30 | 20 | 10 | 4   |     |     |     |     |     |     |     |     |     |     |
| Kat. 4      | 80  | 60  | 50  | 40  | 30  | 22 | 14 | 10 | 6  | 2   |     |     |     |     |     |     |     |     |     |     |

| Platzierung | 1. | 2. | 3. | 4. | 5. |
| Kat. 1      | 20 | 10 | 6  | 4  | 2  |
| Kat. 2      | 16 | 8  | 4  | 2  | 1  |
| Kat. 3      | 6  | 4  | 2  | 1  | 1  |

| Platzierung | 1.  | 2.  | 3.  | 4.  | 5.  | 6.  | 7.  | 8. | 9. | 10. |
| MZF         | 200 | 170 | 140 | 130 | 120 | 110 | 100 | 90 | 80 | 70  |